# Cathédrale de Sarzana
La cathédrale de Sarzana est une église catholique romaine de Sarzana, en Italie. Il s'agit d'une cocathédrale du diocèse de La Spezia-Sarzana-Brugnato.